# Yukarıgöklü, Halfeti
Yukarıgöklü là một thị trấn thuộc huyện Halfeti, tỉnh Şanlıurfa, Thổ Nhĩ Kỳ. Dân số thời điểm năm 2011 là 5.686 người.